# Чернеча Слобода (Бурынский район)
Чернеча Слобода (укр. Чернеча Слобода) — село,
Чернечослободский сельский совет,
Бурынский район,
Сумская область,
Украина.
Код КОАТУУ — 5920989101. Население по переписи 2001 года составляло 1702 человека .
Является административным центром Чернечеслободского сельского совета, в который, кроме того, входит село
Могильчино.

## Географическое положение
Село Чернеча Слобода находится на одном из притоков реки Терн,
На расстоянии в 1 км расположены сёла Сорока и Романчуково.
По селу протекает пересыхающий ручей с запрудой.
Через село проходят автомобильные дороги Т-2504 и Т-1916.

## История
- Село основано во второй половине XVII века.

## Экономика
- Молочно-товарная и свино-товарная фермы.
- «Созвездие», ООО.
- «Гелиос», фермерское хозяйство.
- «Слобожанщина», фермерское хозяйство.

## Объекты социальной сферы
- Детский сад.
- Школа.
- 7 магазинов
- ветаптека
- музей
- клуб
- баня
- кафе